# Mellomyia opulenta
Mellomyia opulenta är en nattsländeart som beskrevs av Georg Ulmer 1926. Mellomyia opulenta ingår i släktet Mellomyia och familjen kantrörsnattsländor. Inga underarter finns listade i Catalogue of Life.